# Stack Overflow
Stack Overflow es un sitio de preguntas y respuestas para programadores profesionales y aficionados. Es el sitio emblemático de la red Stack Exchange, creado en 2008 por Jeff Atwood y Joel Spolsky. Contiene preguntas y respuestas sobre una amplia gama de temas de programación. Se creó para ser una alternativa más abierta a sitios previos de preguntas y respuestas como Experts-Exchange. El nombre del sitio web (en español "desbordamiento de pila") fue elegido por votación en abril de 2008 por los lectores de Coding Horror, el popular blog de programación de Atwood.

## Funcionamiento de Stack Overflow
1. El usuario se registra al sitio web.
2. El usuario hace pública su pregunta.
3. El usuario recibe las respuestas.

Las respuestas son publicadas por los miembros de una comunidad determinada o por otros usuarios con las mismas experiencias que encontraron solución al problema planteado.
Todos los usuarios pueden votar por las preguntas y por sus respuestas, cuando se vota por una pregunta, el usuario puede calificarlas como más relevante o menos relevante; por otra parte, cuando se vota por las respuestas, éstas pueden ser más acertadas o menos acertadas.

## Reputación
Stack Overflow posee un aspecto interesante, la reputación, este término es destacado de acuerdo a la cantidad de votos que poseen las preguntas y las respuestas, a mayor cantidad de votos relevantes o aciertos, mayor es la reputación en el sitio web. De hecho, el número de votos es un indicador para muchos aspectos, entre estos tenemos:
1. Confianza de los usuarios.
2. Habilidades de comunicación.
3. Calidad y relevancia en preguntas y respuestas.
4. Manejo de los temas.
5. Nivel de experiencia y participación.

## Moderación
Hasta enero de 2012 el propio sitio web de Stack Overflow tenía un registro de 771.000 usuarios registrados, y 12 moderadores, en promedio, cada moderador tenía que gestionar 64250 usuarios y sus actividades.
El sistema de moderación está basado en la reputación. Los 12 moderadores iniciales son los moderadores generales del sitio web, pero todos los usuarios pueden alcanzar cierto poder de moderación en función de su reputación. Cuantos más puntos tenga el usuario, más cosas puede hacer. De esa manera se divide el coste de la moderación entre toda la comunidad: si cada uno modera un poco, entre todos moderan todo; pero siempre basado en la habilidad individual que permite ese privilegio.

## Estadísticas
Un estudio en 2013 encontró que el 77% de los usuarios sólo hacen una pregunta, el 65% solamente responden a una pregunta, y solo el 8% de los usuarios responden a más de 5 preguntas. A partir de 2011, el 92% de las preguntas fueron contestadas en un tiempo medio de 11 minutos. Desde 2013, el software de red Stack Exchange elimina automáticamente las preguntas que cumplen con ciertos criterios, entre ellos el no tener respuestas en una cierta cantidad de tiempo.
A partir de agosto de 2012, 443.000 de los 1,3 millones de usuarios registrados habían respondido al menos una pregunta, y de ellos, unos 6.000 (0,46% del número total de usuarios) se había ganado una puntuación de reputación superior a 5000. La Reputación se puede ganar más rápido contestando a preguntas relacionadas con las etiquetas con menor densidad de conocimientos, el hacerlo con prontitud (en particular, siendo la primera persona en contestar una pregunta), estar activo durante las horas de menor uso, y contribuyendo a diversas áreas.